# Lucas Sur Segundo
Lucas Sur Segundo é um município da província de Entre Ríos, na Argentina.